# Yvias
Yvias (/i.vjas/) est une commune française située dans le département des Côtes-d'Armor en région Bretagne. Yvias appartient au pays historique du Goëlo.

## Géographie
| Plourivo          |         | Kerfot   |
|                   | Yvias   | Plouézec |
| Quemper-Guézennec | Lanleff | Pléhédel |

### Hydrographie
Pour un article plus général, voir Réseau hydrographique des Côtes-d'Armor.
La commune est située dans le bassin Loire-Bretagne. Elle est drainée par le Leff,.
Le Leff, d'une longueur de 62 km, prend sa source dans la commune du Leslay et se jette  dans le Trieux en limite de Quemper-Guézennec et de Plourivo, après avoir traversé 19 communes.  Les caractéristiques hydrologiques du Leff sont données par la station hydrologique située sur la commune de Quemper-Guézennec. Le débit moyen mensuel est de 2,84 m3/s. Le débit moyen journalier maximum est de 57,5 m3/s, atteint lors de la crue du 12 février 1974. Le débit instantané maximal est quant à lui de 83,5 m3/s, atteint le 28 février 2010.

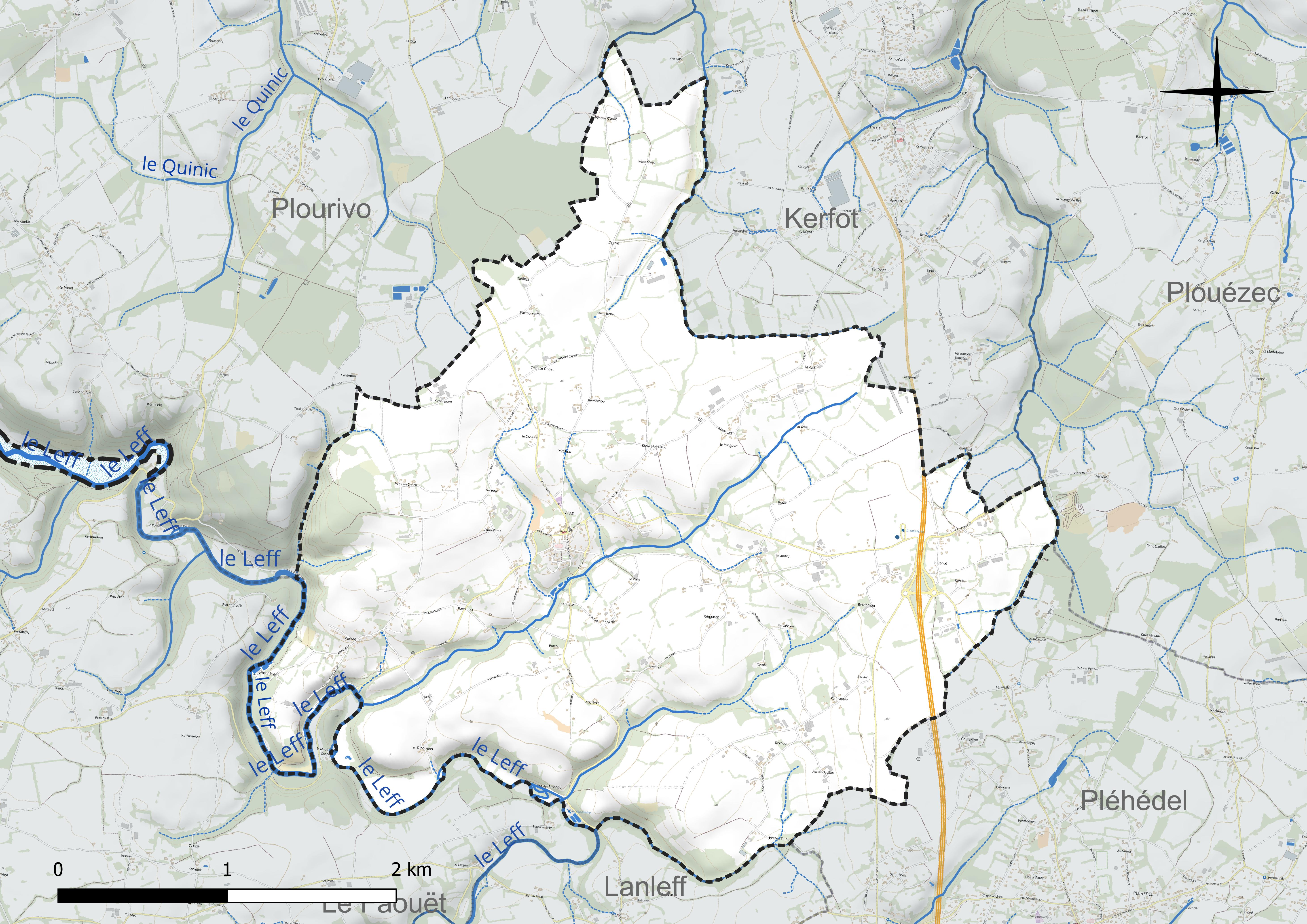
Réseau hydrographique d'Yvias.

### Climat
Pour des articles plus généraux, voir Climat de la Bretagne et Climat des Côtes-d'Armor.
En 2010, le climat de la commune est de type climat océanique franc, selon une étude du CNRS s'appuyant sur une série de données couvrant la période 1971-2000. En 2020, Météo-France publie une typologie des climats de la France métropolitaine dans laquelle la commune est exposée à un climat océanique et est dans la région climatique  Finistère nord, caractérisée par une pluviométrie élevée, des températures douces en hiver (6 °C), fraîches en été et des vents forts. Parallèlement l'observatoire de l'environnement en Bretagne publie en 2020 un zonage climatique de la région Bretagne, s'appuyant sur des données de Météo-France de 2009. La commune est, selon ce zonage, dans la zone « Intérieur  », exposée à un climat médian, à dominante océanique.  
Pour la période 1971-2000, la température annuelle moyenne est de 11,2 °C, avec  une amplitude thermique annuelle de 10,7 °C. Le cumul annuel moyen de précipitations est de 769 mm, avec 13,2 jours de précipitations en janvier et 6,7 jours en juillet. Pour la période 1991-2020, la température moyenne annuelle observée sur la station météorologique la plus proche, située sur la commune de Lanleff à 2 km à vol d'oiseau, est de 11,7 °C et le cumul annuel moyen de précipitations est de 845,9 mm,. Pour l'avenir, les paramètres climatiques de la commune estimés pour 2050 selon différents scénarios d’émission de gaz à effet de serre sont consultables sur un site dédié publié par Météo-France en novembre 2022.

## Urbanisme

### Typologie
Au 1er janvier 2024, Yvias est catégorisée commune rurale à habitat dispersé, selon la nouvelle grille communale de densité à 7 niveaux définie par l'Insee en 2022.
Elle est située hors unité urbaine. Par ailleurs la commune fait partie de l'aire d'attraction de Paimpol, dont elle est une commune de la couronne,. Cette aire, qui regroupe 13 communes, est catégorisée dans les aires de moins de 50 000 habitants,.

### Occupation des sols
L'occupation des sols de la commune, telle qu'elle ressort de la base de données européenne d’occupation biophysique des sols Corine Land Cover (CLC), est marquée par l'importance des territoires agricoles (91,3 % en 2018), une proportion identique à celle de 1990 (91,3 %). La répartition détaillée en 2018 est la suivante : 
terres arables (64,2 %), zones agricoles hétérogènes (27,1 %), forêts (8,7 %). L'évolution de l’occupation des sols de la commune et de ses infrastructures peut être observée sur les différentes représentations cartographiques du territoire : la carte de Cassini (XVIIIe siècle), la carte d'état-major (1820-1866) et les cartes ou photos aériennes de l'IGN pour la période actuelle (1950 à aujourd'hui).

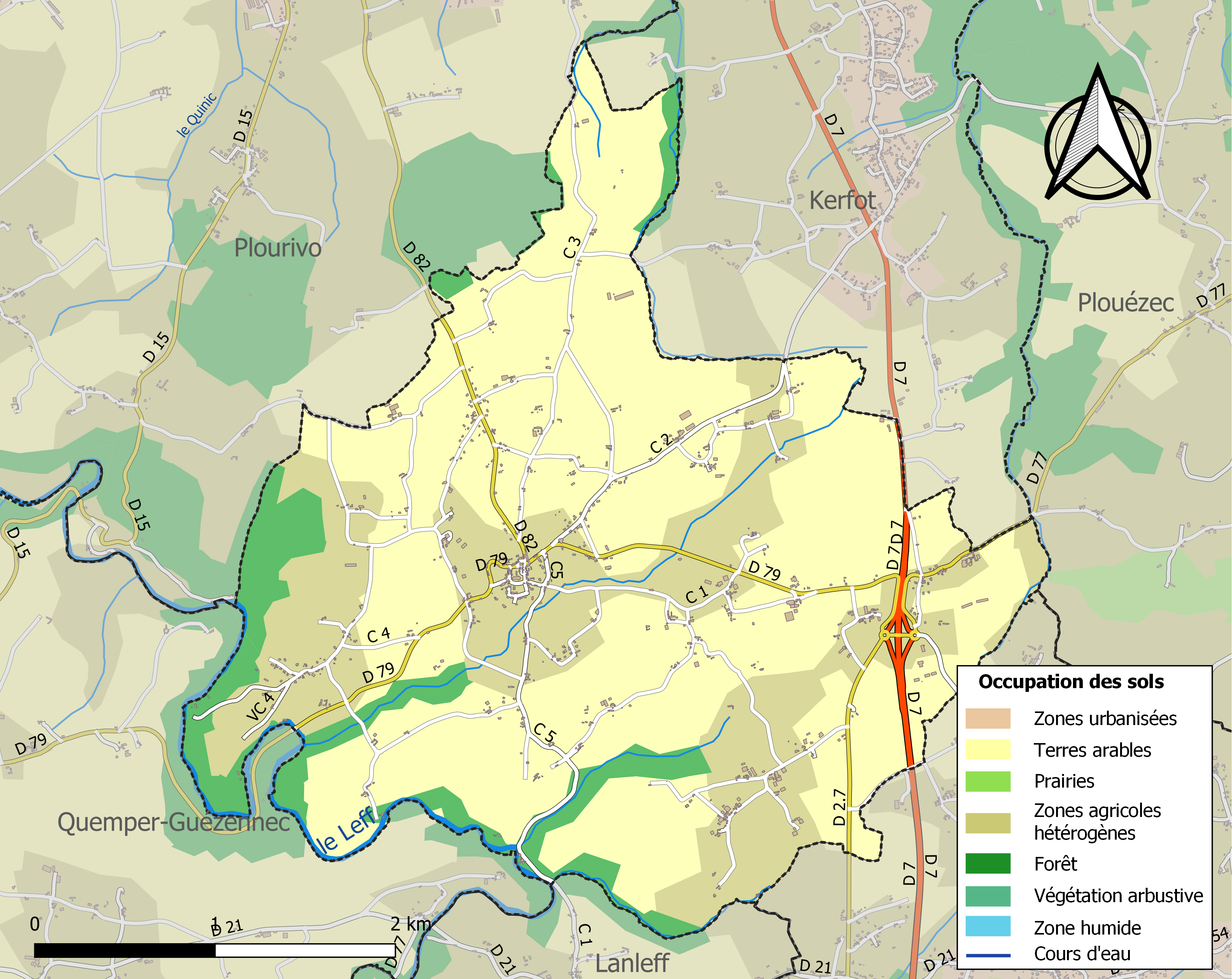
Carte des infrastructures et de l'occupation des sols de la commune en 2018 (CLC).

## Toponymie
Le nom de la localité est attesté sous les formes Ecclesia de Yvias en 1202 et en 1211, Ivias en 1206, Parochia de Iviaz en 1220, Yvias en 1229 et en 1266, Yvias vers 1330 et Yvyas en 1536.
Le toponyme serait un dérivé en -as d'un radical *owi- (mouton), auquel se rattachent le vieil-irlandais oi (mouton), le gallois ewig (biche) mais aussi le vieux-breton ousor (berger).
Autres hypothèses : le nom « Yvias » proviendrait de Saint Ivy, saint breton qui pourrait avoir fondé la paroisse ou d'un chevalier nommé Guillaume d'Yvias ou Ivias originaire, semble-t-il, de la paroisse d'Yvias, qui aurait possédé des biens à Pléhérel de 1240 à 1264.
Les noms bretons de la commune sont Eviaz ['evjaz] et Iviaz[réf. nécessaire].

## Histoire

### Le Moyen Âge
Sous l’Ancien Régime, la paroisse d'Yvias et sa trève, Kerfot, appartenaient à l’évêché de Saint-Brieuc et au comté du Goëlo.

### LeXXesiècle

#### Les guerres duXXesiècle
Le monument aux morts porte les noms des 62 soldats morts pour la Patrie :
- 47 sont morts durant la Première Guerre mondiale ;
- 15 sont morts durant la Seconde Guerre mondiale.

## Politique et administration

### Liste des maires
| Période                                  | Période        | Identité              | Étiquette | Qualité |
| ---------------------------------------- | -------------- | --------------------- | --------- | --- |
| Les données manquantes sont à compléter. |                |                       |           | |
| 1898                                     | mai 1935       | Jean Laurent          | Rad.ind.  | Avocat et homme de lettres Député des Côtes-du-Nord (1928 → 1932) Conseiller général de Paimpol (1919 → 1935) |
| mai 1935                                 | après 1941     | Pierre Hamon          |           | |
| Les données manquantes sont à compléter. |                |                       |           | |
| octobre 1947                             | mars 1971      | Alexis Le Luyer       |           | Agriculteur                                                                                                   |
| mars 1971                                | mars 1983      | François Le Normand   |           | Retraité de la Marine nationale                                                                               |
| mars 1983                                | mars 2001      | Joseph Charlès        |           | Agriculteur retraité                                                                                          |
| mars 2001                                | 4 juillet 2020 | Jean-François Guillou | DVG       | Agriculteur                                                                                                   |
| 4 juillet 2020                           | En cours       | Karine Le Graët       | SE        | Agent administratif                                                                                           |

## Démographie
L'évolution du nombre d'habitants est connue à travers les recensements de la population effectués dans la commune depuis 1793. Pour les communes de moins de 10 000 habitants, une enquête de recensement portant sur toute la population est réalisée tous les cinq ans, les populations de référence des années intermédiaires étant quant à elles estimées par interpolation ou extrapolation. Pour la commune, le premier recensement exhaustif entrant dans le cadre du nouveau dispositif a été réalisé en 2007.

En 2022, la commune comptait 770 habitants, en évolution de +1,05 % par rapport à 2016 (Côtes-d'Armor : +1,78 %, France hors Mayotte : +2,11 %).
| 1793  | 1800  | 1806  | 1821  | 1831  | 1836  | 1841  | 1846  | 1851  |
| ----- | ----- | ----- | ----- | ----- | ----- | ----- | ----- | ----- |
| 2 105 | 2 166 | 2 026 | 2 299 | 2 176 | 2 579 | 2 495 | 2 400 | 2 419 |

| 1856  | 1861  | 1866  | 1872  | 1876  | 1881  | 1886  | 1891  | 1896  |
| ----- | ----- | ----- | ----- | ----- | ----- | ----- | ----- | ----- |
| 2 370 | 1 584 | 1 593 | 1 511 | 1 502 | 1 429 | 1 341 | 1 209 | 1 173 |

| 1901  | 1906  | 1911  | 1921 | 1926 | 1931 | 1936 | 1946 | 1954 |
| ----- | ----- | ----- | ---- | ---- | ---- | ---- | ---- | ---- |
| 1 058 | 1 152 | 1 124 | 986  | 947  | 916  | 925  | 874  | 812  |

| 1962 | 1968 | 1975 | 1982 | 1990 | 1999 | 2006 | 2007 | 2012 |
| ---- | ---- | ---- | ---- | ---- | ---- | ---- | ---- | ---- |
| 735  | 706  | 616  | 623  | 673  | 661  | 701  | 708  | 749  |

| 2017 | 2022 | - | - | - | - | - | - | - |
| ---- | ---- | - | - | - | - | - | - | - |
| 765  | 770  | - | - | - | - | - | - | - |

## Lieux et monuments
- Église Saint-Judoce. L'actuelle église, consacrée le 7 août 1881, remplace l'ancienne église démolie en 1865. La flèche date de 1896-1897.
- Chapelle du Calvaire (XVIIe et XVIIIe) et sa crypte.
- Manoir de Kérizel et complainte de la dame de Kerizel (Gwerz, en breton).
- Tumulus de Tossen-ar-Run, classé le 19 mai 1959 au titre des Monuments historiques[25].
- Colombier de Pann-Braz (XVIIe siècle), dépendant de l'ancien manoir de ce nom.

## Personnalités liées à la commune
- Jeanne-Marie Kernaonet, auteur de Il est mort le fournil - Maro an ti-forn. Edition Seghers - 1980. Livre de souvenirs.